# Бочечківська сільська рада
Бочечкі́вська сільська́ ра́да — орган місцевого самоврядування Бочечківської сільської громади,що в Конотопському районі Сумської області. Адміністративний центр — село Бочечки.

## Загальні відомості
- Населення ради: 1 679 осіб (станом на 2001 рік)

## Населені пункти
Сільській раді були підпорядковані населені пункти:
- с. Бочечки

## Склад ради
Рада складалася з 16 депутатів та голови.
- Голова ради: Граченко Світлана Миколаївна
- Секретар ради: Третьякова Олена Іванівна

### Керівний склад попередніх скликань
| Прізвище, ім'я, по батькові  | Основні відомості                                                         | Дата обрання | Дата звільнення |
| ---------------------------- | ------------------------------------------------------------------------- | ------------ | --------------- |
| Карпенко Віктор Олексійович  | Сільський голова, 1950 року народження, член Народної партії              | 26.03.2006   | 31.10.2010      |
| Граченко Світлана Миколаївна | Сільський голова, 1974 року народження, освіта вища, член Партії регіонів | 31.10.2010   |                 |

Примітка: таблиця складена за даними сайту Верховної Ради України